# Phước Hiệp, Tuy Phước
Phước Hiệp là một xã thuộc huyện Tuy Phước, tỉnh Bình Định, Việt Nam.
Xã Phước Hiệp có diện tích 15,9 km², dân số năm 1999 là 15995 người, mật độ dân số đạt 1006 người/km².

## Lịch sử
Ngày 24 tháng 8 năm 1981, Hội đồng Bộ trưởng ban hành quyết định số 41-HĐBT về việc chuyển xã Phước Hiệp thuộc huyện Phước Vân về huyện Tuy Phước mới tái lập quản lý.

## Hành chính
Xã Phước Hiệp được chia thành 8 thôn: Đại Lễ, Giang Bắc, Giang Nam, Luật Chánh, Lục Lễ, Tú Thủy, Tuân Lễ, Xuân Mỹ.